# لاگروئلا
لاگروئلا (به اسپانیایی: Lagueruela) یک شهرستان در اسپانیا است که در استان تروئل واقع شده‌است.

## خصوصیات
لاگروئلا ۲۶ کیلومترمربع مساحت و ۵۶ نفر جمعیت دارد و ۱٬۰۶۶ متر بالاتر از سطح دریا واقع شده‌است.